# LEGO Atlantis
LEGO Atlantis is een LEGO-thema dat sinds 2010 bestaat. Lego Atlantis is op de Atlantis-legende gebaseerd. 
De eerste serie bestond uit acht sets. LEGO Atlantis gaat over een onderwaterwereld waarbij de personages op zoek gaan naar een verborgen schat. Zij worden hierbij gehinderd in hun zoektocht door allerlei onderwatermonsters als octopussen, krabben en de heerser van de gezonken stad.
Aanvankelijk was de Atlantis serie alleen verkrijgbaar in Spanje. Via een eenmalige dump-actie via de Wibra kwam er een set uit de serie op de Nederlandse markt terecht, later verschenen de andere sets ook via online winkels en speelgoedwinkel ketens. Niet alle sets zijn nog verkrijgbaar en vormen onder verzamelaars een collector's item.
Van het thema verscheen in 2010 ook een animatiefilm op DVD.